# Gihon
Ne doit pas être confondu avec Source de Gihon.

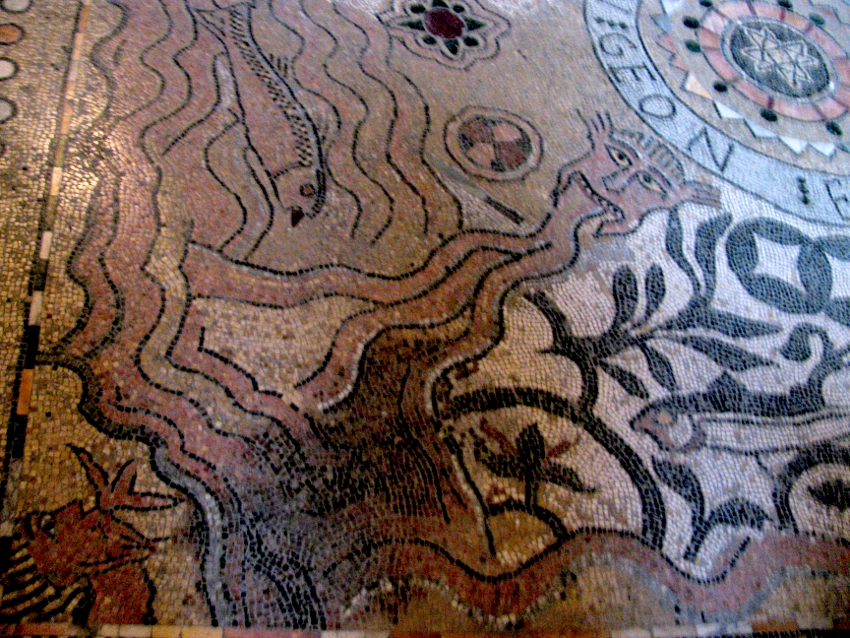
Le Geon ou Gihon, mosaïque des quatre fleuves, chapelle de l'ancien palais épiscopal de Die

Gihôn (en hébreu : גִּיחוֹן, Gi'hon, en grec Γηῶν) est un fleuve mentionné dans la Bible, dans le deuxième chapitre de la Genèse (Gn 2,11 & 12). Gi'hôn pourrait signifier en hébreu impétueux, ou venir de GI EN en sumérien qui signifie  « Les Grands Ancêtres », « Les Magnifiques Anciens ».
Selon la Genèse, le Gihon, "contourne le pays de Koush", un nom lié soit à l'Éthiopie soit aux Kassites en Mésopotamie, était l'un des quatre fleuves qui abreuveraient le jardin d'Éden, les trois autres étant :
- le Pishon qui traversait le pays de Havilah "où on trouve de l'or du bdellium et la pierre d'Onyx" ;
- le Tigre "qui passe à l'Est d'Assur" ;
- l'Euphrate qui coulent en plein milieu de la région de Mésopotamie et qui actuellement traversent la Turquie, la Syrie et l'Irak ;

## Hypothèses de localisation

### Le Nil?
- L'historien juif Flavius Josèphe, dans ses Antiquités judaïques[2] (fin du Ier siècle), a associé le fleuve de Gihon (qu'il appelle "Geon") au Nil. Cependant, dans la Bible, un mot hébreu tout à fait différent est employé pour localiser le Nil. De plus, même en ce temps, on se doutait que le Nil ne pouvait avoir la même source que le Tigre et l'Euphrate. On notera tout de même que le fleuve d'Abay constitue la portion supérieure du Nil bleu[réf. nécessaire].

- Sévérien de Gabala, se basant sur Jérémie 2.18 dans la traduction grecque de la Septante[3], identifie le Gihon avec le Nil.

- Les Éthiopiens ont longtemps identifié le Gihôn au Nil Bleu, qui encercle l'ancien royaume de Godjam. Néanmoins, d'un point de vue géographique, cela semble impossible : le Tigre et l'Euphrate se trouvent en Mésopotamie.
- Jean de Mandeville dans son livre[4] (rédigé entre 1355 et 1357) identifie aussi ce fleuve (qu'il nomme Gyson) au Nil. Il estime qu'il sort du paradis terrestre (selon lui situé entre les déserts de l'Inde), puis coule longtemps sous terre avant de sortir d'une haute colline, Alothe, entre l'Inde et l'Éthiopie. Ensuite, il entoure toute l'Éthiopie et la Mauritanie et finit sa course en Égypte.

### Un cours d'eau du Moyen-Orient?
- Une localité située en territoire "mésopotamien" pourrait correspondre à la description du « pays de Koush » : Kish, une ville sumérienne, est localisée dans une région de plaines (edin en sumérien) et est régulièrement abreuvée par le Tigre et l'Euphrate.

- Les biblistes « fondamentalistes » ont également cherché d'autres localisations du fleuve Gihon et par là même de la "terre de Koush" ; certains avancent qu'il a été associé à la rivière Araxe qui a sa source en Turquie.
- Une autre hypothèse proposée est que le fleuve de Gihon n'existe plus dans la mesure où la topographie du secteur a été bouleversée par l'inondation du Déluge décrit dans la parasha intitulée Noa'h.

### L'Amou-Daria?
- L'Amou-Daria et le Syr-Daria, en Asie centrale, qui se jetaient dans la mer d'Aral, se disent respectivement Djihoun (même mot que Gihon) et Sihoun en arabe, et coulent d'est en ouest.

### Un cours d'eau impossible à localiser?
- Les exégètes séculiers (c'est-à-dire les biblistes critiques) estiment que le fleuve de Gihon reste non identifié, tout comme le Pishon, puisque les repères géographiques de l'auteur de la Genèse ne peuvent pas être reconstituées conformément à la géographie actuelle : dans Genèse 2, l'Euphrate, le Tigre, le Gihon et le Pishon proviennent de la même source, alors que les deux seules rivières identifiables de nos jours, le Tigre et l'Euphrate, n'ont pas la même origine.